# فلاديمير دورونين
فلاديمير دورونين (بالأوكرانية: Доронін Володимир Віталійович)‏ هو لاعب كرة قدم أوكراني، ولد في 15 يناير 1993 في دونيتسك في أوكرانيا. لعب مع نادي شاختار دونيتسك.

## وصلات خارجية
- فلاديمير دورونين على موقع اتحاد أوكرانيا (الإنجليزية)
- فلاديمير دورونين على موقع قاعدة بيانات كرة القدم.إي يو (الإنجليزية)
- فلاديمير دورونين على موقع Soccerway.com (الإنجليزية)